# 伊利诺伊大学出版社
伊利诺伊大学出版社 （University of Illinois Press，缩写UIP）是美国的一家主要的大学出版社。该社成立于1918年，是伊利诺伊大学的一部分。每年，伊利诺伊大学出版社出版120本左右的新书，33种学术期刊和数种电子刊物。出版业务主要涉及民族与多文化研究、林肯及伊利诺伊历史和《美国人生活中的音乐》系列。